# Cinnamomum saffrol
Cinnamomum saffrol är en lagerväxtart som beskrevs av André Joseph Guillaume Henri Kostermans. Cinnamomum saffrol ingår i släktet Cinnamomum och familjen lagerväxter. Inga underarter finns listade i Catalogue of Life.